# Calciatore dell'anno (Macedonia del Nord)
Il calciatore macedone dell'anno (Најдобри во македонскиот фудбал) è un premio che va al miglior calciatore macedone dell'anno, assegnato dalla Federazione calcistica della Macedonia del Nord.

## Albo d'oro

### Uomini
Giocatore dell'anno (del campionato macedone)
- 2004:  Aleksandar Vasoski,  Vardar
- 2006:  Artim Položani, Shkendija 79 Tetovo
- 2010:  Martin Bogatinov,  Rabotnički
- 2011: Ferhan Hasani
- 2013: Dejan Blazevski

Giocatore dell'anno (in campionati stranieri)
- 2004: Goran Pandev,  Lazio
- 2006: Goran Pandev,  Lazio
- 2007: Goran Pandev,  Lazio
- 2008: Goran Pandev,  Lazio
- 2010: Goran Pandev,  Inter
- 2011: Ivan Tričkovski,  APOEL
- 2012: Agim Ibraimi,  Maribor
- 2013: Nikolče Noveski,  Magonza
- 2014: Agim Ibraimi,  Maribor
- 2015: Aleksandar Trajkovski,  Zulte Waregem/ Palermo[1]
- 2016: Ilija Nestorovski,  Inter Zaprešić/ Palermo
- 2017: Enis Bardhi,  Újpest/ Levante
- 2018: Enis Bardhi,  Levante
- 2019: Eljif Elmas,  Fenerbahçe/ Napoli
- 2020: Goran Pandev,  Genoa

Straniero dell'anno
- 2004:  Gilson Da Silva,  Pobeda
- 2006:  Ivan Pejčić,  Rabotnički
- 2010:  Milan Đurić,  Metalurg Skopje

Allenatore dell'anno
- 2004:  Gjore Jovanovski,  Sloga Jugomagnat
- 2010:  Vlatko Kostov,  Rabotnički
- 2013: Qatip Osmani
- 2014: Blagoja Milevski

Miglior marcatore
- 2010:  Mile Krstev,  Metalurg Skopje
- 2011:  Blaze Ilioski
- 2013: Jovan Kostovski

Giovane dell'anno
- 2004: Goran Trickovski
- 2010: Stefan Ristovski,  Vardar /  Parma
- 2011: Darko Velkovski
- 2013: Marjan Radeski

Squadra giovanile dell'anno
- 2010:  Rabotnički
- 2011: FK Renova
- 2013: FK Metalurg Skopje

Squadra dell'anno
- 2006:  Rabotnički
- 2010:  Renova
- 2011: FC Skhendija

Premio Fair Play
- 2004:  Sileks Kratovo
- 2010:  Rabotnički
- 2011:  Sileks Kratovo
- 2013:  Rabotnički

### Donne
Giocatrice dell'anno
- 2004: Sirieta Brahimi
- 2006: Milka Arsova
- 2010: Nataša Andonova
- 2011: Gentjana Rochi
- 2013: Nataša Andonova

Capocannoniere dell'anno:
- 2013: Elena Jakovskia

Allenatore dell'anno:
2013: Astrit Merko
Squadra femminile dell'anno
- 2006: ZFK Skiponjat
- 2010: ZHFK Fighter
- 2011: ZFK Nase Taksi

### Calcio a 5
Giocatore dell'anno:
- 2006: Zoran Leveski
- 2010: Zoran Leveski
- 2013: Dragan Petrović

Squadra dell'anno
- 2006:  Alfa Parf
- 2010:  Železarec
- 2011:  Železarec

### Arbitri
Arbitro dell'anno:
- 2010: Aleksandar Stavrev
- 2011: Aleksandar Stavrev
- 2013: Dimitar Mečkarovski

Riconoscimento speciale per arbitro:
- 2011: Ljubomir Krstevski

### Riconoscimento speciale
- 2010:  Dobrislav Dimovski,  Macedonia del Nord

Miglior lavoratore nel calcio
- 2011: Blagoj Istatov
- 2013: Dragan Popovski